# Kuamoʻo Moʻokini

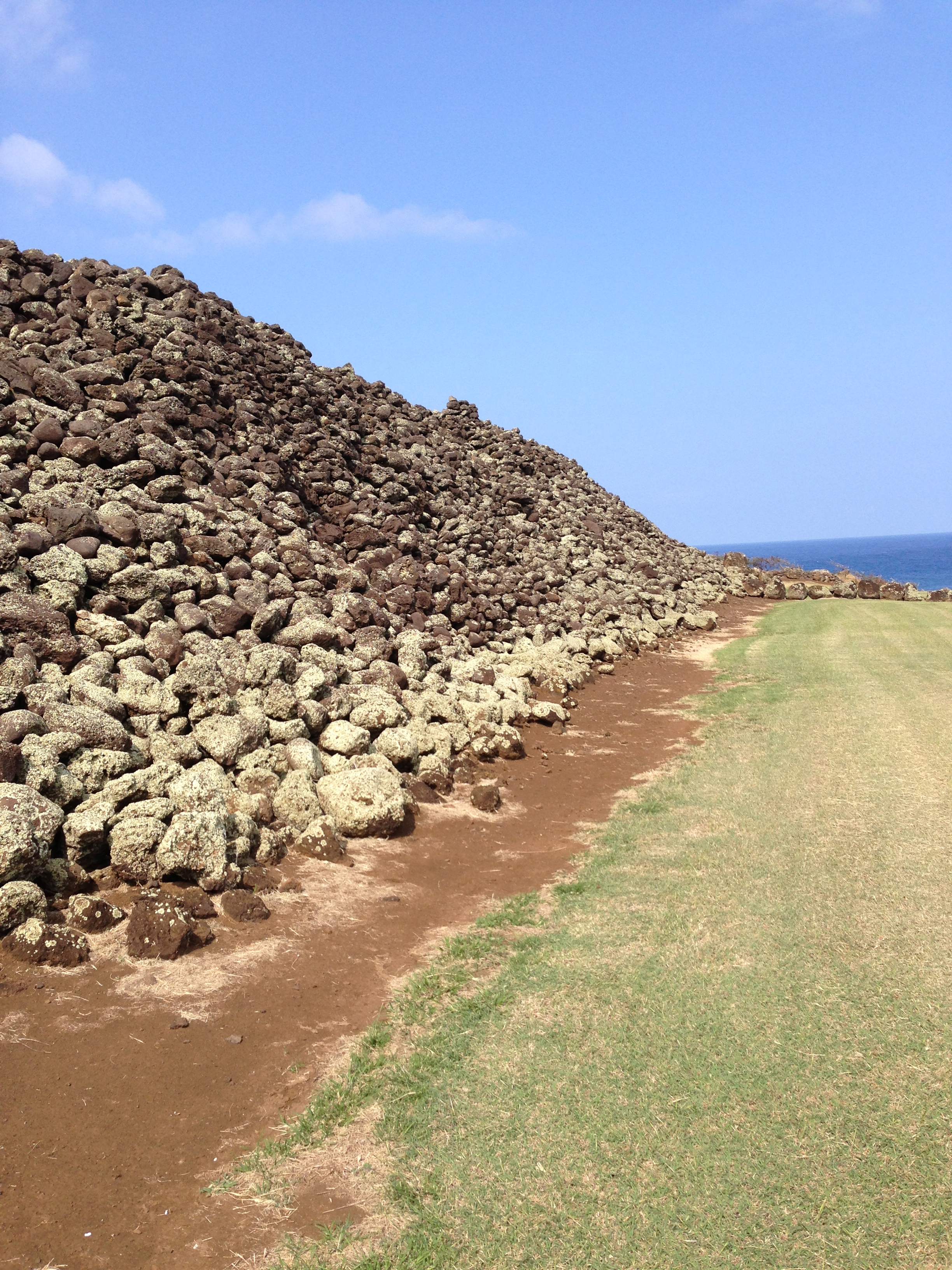
El muro de piedra de Mo'okini Heiau

Kuamo'o Mo'okini (ca. 1100-1200)  fue un sacerdote, un personaje legendario o real, que se dice creó el primer heiau (lugar sagrado) en Hawái en Isla Grande de Hawái, Estados Unidos.

## Tradición oral
Según la tradición oral de la genealogía del kahuna (sacerdote) en el Moʻokini Heiau, ubicado al noroeste de la Isla de Hawái, este lugar sagrado fue establecido por Kuamoʻo Moʻokini en el año 480. "Kuamo'o" en hawaiano significa "columna vertebral" o "camino", "Mo'o" "genealogía" y "Kini" "muchos"; por lo tanto, "Mo'okini" puede significar "genealogía extensa". Él no era de las Islas Marquesas, como muchos otros que emigraron a Hawái en ese momento, pero se dice que llegó del Golfo Pérsico en Medio Oriente.
Posteriormente, la gente de las Islas de la Sociedad (como Tahití ) emigró a Hawái. Entre ellos estaba Pa'ao, quien trajo la religión de Polinesia y la perfeccionó como religión hawaiana, incluida la costumbre Luakini. Usó a Mo'okini Heiau como su lugar sagrado para Kū, el símbolo del hombre y dios de la guerra, y reconstruyó sus muros de piedra.

## Herencia de Mo'okini
Kamehameha el Grande nació cerca de Moʻokini Heiau en 1785. Su lugar de nacimiento está marcado por una piedra rodeada por los muros de piedra, junto a este heiau. Junto con los heiaus más pequeños, Mahukona Heiau y Kukuipahu Heiau, Moʻokini Heiau se inscribió en el Registro Nacional de Lugares Históricos en 1962 y se convirtió en Monumento Estatal de Sitios Históricos de Kohala en 1966. La entrada al lugar sagrado solía estar limitada únicamente a los Ali'i, pero esta limitación fue eliminada en 1978 por el kahuna actual.